# Maja Gullstrand
Mariann Elisabet Maja Gandsjö Gullstrand (Norrstrands församling, 30 settembre 1980) è una cantante svedese.

## Biografia
Maja Gullstrand ha ottenuto il suo primo ingresso nella Sverigetopplistan col singolo d'esordio La La La Love, che ha esordito al 33º posto della classifica. Ha in seguito cercato di rappresentare la Svezia all'Eurovision Song Contest, partecipando al Melodifestivalen con l'inedito Här för mig själv (2009).
Ha pubblicato quattro album in studio, tra cui quello più recente Not for Sale (2017).

## Discografia

### Album in studio
- 2004 – Hemligheter
- 2008 – Cirkus
- 2009 – Här för mig själv
- 2017 – Not for Sale

### Singoli
- 2006 – La La La Love
- 2006 – Alla dessa ord
- 2009 – Här för mig själv
- 2019 – I'm Sorry
- 2022 – Rum
- 2024 – Röda tråden
- 2024 – En kyss